# Буковіна (Поморське воєводство)
Буковіна (пол. Bukowina, нім. Buckowin) — село в Польщі, у гміні Цевиці Лемборського повіту Поморського воєводства.
Населення — 590 осіб (2011).
У 1975-1998 роках село належало до Слупського воєводства.

## Демографія
Демографічна структура станом на 31 березня 2011 року:
|          | Загалом | Допрацездатний вік | Працездатний вік | Постпрацездатний вік |
| -------- | ------- | ------------------ | ---------------- | -------------------- |
| Чоловіки | 304     | 78                 | 206              | 20                   |
| Жінки    | 286     | 79                 | 168              | 39                   |
| Разом    | 590     | 157                | 374              | 59                   |